# Estação Dobryninskaia
Dobryninskaia (em russo:  Добрынинская) é uma das estações da linha Kolhtsevaia (Linha 5) do Metro de Moscovo, na Rússia. Estação «Dobryninskaia» está localizada entre as estações «Oktiabrskaia» e «Paveletskaia».